# RETScreen
A RETScreen tisztaenergia-kezelő szoftver (röviden RETScreen) Kanada kormánya által fejlesztett szoftvercsomag. A RETScreen Expert verziót a San Franciscóban tartott 2016-os Clean Energy Ministerial rendezvényen mutatták be széles körben. A szoftver 36 nyelven, többek között magyarul is elérhető.
A RETScreen Expert a szoftver jelenlegi változata, melyet 2016. szeptember 19-én bocsátottak a nyilvánosság elé. A szoftver lehetővé teszi a potenciális megújuló energia- és energiahatékonysági projektek átfogó azonosítását, műszaki és pénzügyi életképességének értékelését és optimalizálását, a létesítmények tényleges teljesítményének mérését és ellenőrzését, valamint az energia megtakarítási és energiatermelési lehetőségek azonosítását. A RETScreen Expert „Megtekintő módja” ingyenes, és a szoftver összes funkciójához hozzáférést nyújt. A RETScreen korábbi változataival ellentétben éves előfizetéses alapon új „Professzionális mód” is rendelkezésre áll, melyben a felhasználók a jelentéseket menthetik, kinyomtathatják stb.
A RETScreen 4 és a RETScreen Plus szoftvert magában foglaló RETScreen Suite csomag a RETScreen szoftver előző verziója. A RETScreen Suite kombinált hő- és villamosenergia-termelési (kogenerációs), valamint szigetüzemmódbeli elemzési lehetőségeket kínál.
A RETScreen Suite csomaggal ellentétben a RETScreen Expert egyetlen integrált szoftverplatform, mely részletes és átfogó archetípusok használatával értékeli a projekteket, és portfólió elemzési lehetőségeket is biztosít. A RETScreen Expert a felhasználót segítő adatbázisokat tartalmaz, egyebek között az éghajlati viszonyok globális adatbázisát – mely 6700 földi állomás és a NASA műholdas adatai alapján készült –, a külső viszonyítási alapok adatbázisát, továbbá költségadatbázist, projektadatbázist, hidrológiai adatbázist és termékadatbázist. A szoftver nagy mennyiségű integrált oktatási anyagot, közte egy elektronikus tankönyvet is tartalmaz.

## Előzmények
A RETScreen első verzióját 1998. április 30-án bocsátották ki. A RETScreen 4. verzióját 2007. december 11-én bocsátotta ki Kanada környezetvédelmi minisztere Indonéziában, Balin. A RETScreen Plust 2011-ben bocsátották ki. A RETScreen Suite csomagot (mely tartalmazza a RETScreen 4-et, a RETScreen Plust és számos további frissítést) 2012-ben bocsátották ki. A RETScreen Expertet 2016. szeptember 19-én bocsátották a nyilvánosság elé.

## Konfigurációs követelmények
A program használata Microsoft® Windows SP1, Windows 8.1, Windows 10 operációs rendszert és Microsoft® 4.7 vagy újabb verziójú .NET keretrendszert igényel. A program Apple Macintosh számítógépeken a Parallels vagy a VirtualBox for Mac révén használható.

## Partnerek
A RETScreen irányítása Kanada kormányának minisztériuma, a Kanadai Természeti Erőforrások Hivatala (NRCan) Varennes-i CanmetENERGY Kutatóközpontjának a vezetésével és folyamatos anyagi támogatásával történik. Az alapcsapat több más kormánnyal és többoldalú szervezettel működik együtt, és az ipar, a kormányzat és a felsőoktatási intézmények kiterjedt hálózatától kap műszaki támogatást. A fő partnerek közé tartozik a NASA Langley Kutatóközpontja, a Megújuló Energia és Energiahatékonysági Együttműködés (REEEP), az ontariói Független Villamosenergia-ipari Rendszerirányító (IESO), az Egyesült Nemzetek Környezetvédelmi Programja (UNEP) Műszaki, Ipari és Gazdasági Osztályának Energia Egysége, a Globális Környezeti Alap (GEF), a Világbank Szénalap Prototípusa és a York Egyetem Fenntartható Energia Kezdeményezése.

## Felhasználási példák
2018 februárjában a RETScreen szoftvernek több mint 575 000 felhasználója volt az összes országra és területre kiterjedően.
Egy független hatástanulmány becslése szerint 2013-ra a RETScreen szoftver használata világszinten több mint 8 milliárd dolláros megtakarítást eredményezett a felhasználói tranzakciós költségek terén, évente 20 millió tonnával csökkentette az üvegházhatású gázok kibocsátását, és legalább 24 GW tisztaenergia-kapacitás üzembe helyezését tette lehetővé.
A RETScreen széles körben használatos a tisztaenergia-projektek megkönnyítésére és bevezetésére. A RETScreent használták például:
- az Empire State Building energia hatékony megoldásokkal történő modernizálására[22]
- a 3M Canada gyártólétesítményeiben[23]
- igen elterjedten az ír szélenergia-iparban a potenciális új projektek elemzésére[24]
- több száz ontariói iskola teljesítménymutatóinak nyomon követésére[25]
- a Manitoba Hydro kombinált hő- és áramfejlesztési (bioenergia-optimalizálási) programjában a benyújtott projektek szűrésére[26][27]
- egyetemi és főiskolai kampuszok energiakezelésére[28]
- a napelemek teljesítményének több éves felmérésére és értékelésére Torontóban, Kanadában[29][30]
- az Egyesült Államok Légierejénél üzembe helyezett napelemes levegőmelegítő rendszerek elemzésére[31]
- Ontario számos közigazgatási egységében az önkormányzati létesítmények energiahatékonyabb rendszerekkel történő modernizálási lehetőségeinek azonosítására.[32][33]

A RETScreen LinkedIn-oldalán található terjedelmes cikkgyűjtemény részletesen bemutatja, hogyan használták a RETScreent különféle esetekben.
A RETScreent ezenkívül oktatási és kutatási eszközként használják több mint 1100 egyetemen és főiskolán világszerte, és a felsőoktatási szakirodalom is gyakran hivatkozik rá. A RETScreen felsőoktatásbeli használatára a RETScreen hírlevelének „Publications and Reports” (Publikációk és jelentések), valamint „University and College Courses” (Egyetemi és főiskolai kurzusok) című szakaszai ismertetnek példákat. A hírlevél a letöltött szoftver felhasználói útmutatóján keresztül érhető el.
A RETScreen használatát kötelezően előírják vagy javasolják a tiszta energia használatát ösztönző programok világszerte, mindenféle kormányzati szinten – egyebek között az UNFCCC-ben és az EU-ban, Kanadában, Új-Zélandon és az Egyesült Királyságban, az USA számos államában és Kanada több tartományában, továbbá városokban és községekben, illetve közművekben. Országos és regionális RETScreen-továbbképzéseket tartottak Chile, Szaúd-Arábia, valamint 15 nyugat- és közép-afrikai kormány, illetve a Latin-amerikai Energia Szervezet (OLADE) hivatalos felkérésére.

## Díjak és elismerések
A RETScreen International 2010-ben megkapta a kanadai kormány közszolgáknak adományozott legmagasabb kitüntetését, a Public Service Award of Excellence-et.
A RETScreent és a RETScreen csapatát több más tekintélyes díjjal is jutalmazták, egyebek között az Ernst & Young/Euromoney Global Renewable Energy Award díjával, az Energy Globe díjjal (országos díj Kanadának) és a GTEC (Government Technology Exhibition and Conference) Distinction Award érmével.

## Értékelések
A vízenergiával foglalkozó rész béta-verziójáról írt értékelésében a Nemzetközi Energiaügynökség „lenyűgözőnek” nevezte a szoftvert. Az Európai Környezetvédelmi Ügynökség kijelentette, hogy a RETScreen „rendkívül hasznos eszköz”. A RETScreent emellett úgy is jellemezték, mint „a megújuló energia-rendszerek gazdasági értékelésére rendelkezésre álló kisszámú eszköz egyike – sőt, messze legjobbika”, illetve a tisztaenergia-piac „koherenciáját... fokozó eszköz” világszerte.